# Lee Do-yeop
Lee Do-yeop (en hangul, 이도엽; nacido el 11 de abril de 1972) es un actor de cine, teatro y televisión, y director de teatro surcoreano.Es conocido como ladrón de escenas en series televisivas como The Uncanny Counter, El amor es la meta y El amor es como el chachachá.

## Carrera
Sobre los comienzos de su carrera, Lee Do-yeop declaró en una entrevista de enero de 2023: «después de ver las películas de Charlie Chaplin y Tom Hanks, aprendí que había un trabajo y un medio que podía hacer reír y conmover a la gente. Entonces, pensé que debería convertirme en actor, y me mudé solo a Seúl». Después de unos comienzos difíciles, logró un puesto en una compañía cinematográfica y comenzó su carrera como actor con una película dirigida en 1997 por Park Chan-wook,Trio.
Sabiendo que no podía descuidar su educación mientras seguía su carrera, a la edad de 27 años retomó los estudios. Con el tiempo, fue obteniendo los títulos de grado, máster e incluso de doctor. A lo largo de su trayectoria académica, quienes lo rodeaban le sugirieron que considerara la carrera como profesor.
Durante esos años participó activamente en muchas obras de teatro, lo que le sirvió como base sólida para perfeccionar sus habilidades actorales. De este modo ganó reconocimiento como actor y director en la industria del teatro. En 2007 dirigió 그놈, 그녀를 만나다 [Chico encuentra chica], una adaptación contemporánea de la comedia en un acto de Antón Chéjov. Además, dirigió Petición de mano en 2011, otra interpretación moderna de la obra de Chéjov.
Sobre su trabajo en televisión, se limitó en sus primeros diez años de carrera a papeles menores, y solo desde finales de la década de los años diez accedió con regularidad a papeles secundarios. Su aspiración en este medio es la de ampliar su rango de actor con un personaje en una comedia o en un romance: no siendo él de índole romántica, lo considera un desafío profesional.
Lee ha hecho también publicidad. En 2009 obtuvo reconocimiento por su participación en un comercial familiar que recibió el Premio de Publicidad Coreana de dicho año. Este anuncio, cuidadosamente elaborado, adopta un enfoque de estilo documental, y muestra el viaje de traer nueva vida al mundo y mostrando el crecimiento de una madre y su bebé.
El 26 de febrero de 2020 Lee firmó un contrato exclusivo con la agencia Fn Entertainment.

## Vida personal
En enero de 2008 Lee Do-yeop se casó con Jeon Su-ah, una actriz de teatro que había sido compañera de estudios en un curso inferior en la Universidad Sejong. Su relación comenzó mientras actuaban juntos en la obra A Beauty Salon for 10 Pyeong, y después de solo seis meses decidieron casarse.
En diciembre de 2008 la empresa Woongjin Coway realizó audiciones para parejas que esperaban un bebé. Más de 200 parejas se postularon, pero solo tres, incluida la formada por Lee Do-yeop y Jeon Su-ah, fueron elegidas para un anuncio publicitario. El 27 de diciembre de 2008 Jeon Su-ah dio a luz, y el anuncio que muestra el nacimiento de su hijo, Lee Si-hoo, se hizo muy popular. La gente quería tanto al bebé que incluso se ganó el sobrenombre de «bebé de la nación».

## Filmografía

### Cine
| Año  | Título                           | Hangul                   | Papel                            | Notas              | Ref.          |
| ---- | -------------------------------- | ------------------------ | -------------------------------- | ------------------ | ------------- |
| 1997 | Trío                             | 3인조                    | Hombre del teléfono móvil        | Papel menor        | [ 10 ]        |
| 1998 | Museo de Arte junto al Zoológico | 미술관 옆 동물원         | Secretario Lee                   | Papel menor        | [ 10 ]        |
| 2000 | Área común de seguridad          | 공동경비구역 JSA         | Miembro de la unidad             | Papel menor        | [ 11 ]        |
| 2002 | 2009: Lost Memories              | 2009 로스트 메모리즈     | Ajit Ainsenjin                   | Papel menor        | [ 10 ]        |
| 2006 | Ricky, policía vampiro           | 흡혈형사 나도열          | Detective                        | Papel menor        |               |
| 2007 | Maggie, oh mi amor Maggie, 2007  | 매기, 내 사랑하는 매기야 | Lee                              | Protagonista       |               |
| 2013 | El fisonomista                   | 관상                     | Kim Seung Gyu                    |                    | [ 12 ] [ 13 ] |
| 2013 | Dibujo animado asesino           | 더 웹툰: 예고살인        | Médico de la autopsia            |                    |               |
| 2017 | Un día                           | 하루                     | Jefe del equipo paramédico       |                    |               |
| 2017 | El artista: renacer              | 아티스트: 다시 태어나다  | Funcionario de la ciudad de Seúl |                    |               |
| 2018 | No vayas demasiado lejos         | 멀리가지마라             | Detective jefe                   |                    | [ 14 ]        |
| 2019 | Inseparable Bros                 | 나의 특별한 형제         | Abogado Oh                       |                    | [ 15 ]        |
| 2020 | Pawn                             | 담보                     | Consejero                        |                    | [ 16 ]        |
| 2020 | Más allá de esa montaña          | 저 산 너머               | Maestro de ceremonias            | Aparición especial |               |
| 2020 | Candidato honesto                | 정직한 후보              | Moderador del debate             |                    | [ 17 ]        |
| 2022 | Hero                             | 영웅                     | Soldado de salida                |                    |               |

### Televisión
| Año     | Título                                 | Hangul                       | Papel                       | Notas                  | Notas                |
| ------- | -------------------------------------- | ---------------------------- | --------------------------- | ---------------------- | -------------------- |
| 2008    | The Return of Iljimae                  | 일지매                       |                             |                        |                      |
| 2008    | Love Does Not Stop                     | 사랑은 쉬지 않는다           |                             |                        |                      |
| 2010    | Smile, Mom                             | 웃어요, 엄마                 | Exmarido de Yoon Min-ju     |                        | [ 18 ]               |
| 2010    | Starry Sword Season 2                  | 별순검 시즌 2                |                             |                        |                      |
| 2010    | All About Marriage                     | 결혼해주세요                 | Dong-hyuk                   |                        |                      |
| 2010    | Golden Fish                            | 황금물고기                   |                             |                        |                      |
| 2011    | It's Okay, Daddy's Girl                | 괜찮아, 아빠딸               |                             |                        |                      |
| 2012    | The Great Seer                         | 대풍수                       | Lee Kang-dal                |                        |                      |
| 2014-15 | Tears of Heaven                        | 천국의 눈물                  | Lee Jong-won                |                        | [ 19 ]               |
| 2015    | Oh My Ghost                            | 오 나의 귀신님               | Propietario de la pensión   |                        |                      |
| 2015    | Six Flying Dragons                     | 육룡이 나르샤                | Rey Gong-yang de Goryeo     |                        | [ 20 ]               |
| 2016    | Listen to Love                         | 이번 주 아내가 바람을 핍니다 | Hyun Chan                   |                        |                      |
| 2016    | Celos encarnados                       | 질투의 화신                  | Profesor                    |                        |                      |
| 2016    | Signal                                 | 시그널                       | Kim Jung-jae                |                        | [ 21 ]               |
| 2017    | Prison Playbook                        | 슬기로운 감빵생활            | Director Do Bo-jang         |                        |                      |
| 2017    | Live Up to Your Name                   | 명불허전                     | Padre de Oh Ha-ra           |                        |                      |
| 2017    | Suspicious Partner                     | 수상한 파트너                | Bong Hee Boo                |                        |                      |
| 2017    | Man to Man                             | 맨투맨                       | PD Choi                     |                        |                      |
| 2017    | Korea History                          | 한국사기                     |                             |                        |                      |
| 2018    | Witch's Love                           | 마녀의 사랑                  |                             |                        |                      |
| 2019    | Love with Flaws                        | 하자있는 인간들              | Padre de Joo Seo-yeon       |                        |                      |
| 2019    | Goo Hae-ryung, la historiadora novata  | 신입사관 구해령              | Shim Geum-yeol              |                        |                      |
| 2019    | Melting Me Softly                      | 날 녹여주오                  | Baek Young-tak adulto       |                        | [ 22 ]               |
| 2019    | Designated Survivor: 60 Days           | 60일, 지정생존자             | Ahn Se-young                |                        | [ 23 ]               |
| 2019    | Haechi                                 | 해치                         | Jo Hyeon-myeong             |                        | [ 24 ] [ 25 ]        |
| 2020    | El amor es la meta                     | 런 온                        | Noh Geun-seong              |                        | [ 26 ]               |
| 2020    | The Uncanny Counter                    | 경이로운 소문                | Presidente Jo Tae-shin      | Temporada 1            | [ 26 ]               |
| 2021    | Armored Saurus                         | 아머드사우루스               | Comandante Choi Cheol       |                        | [ 26 ]               |
| 2021    | Now, We Are Breaking Up                | 지금, 헤어지는 중입니다      | Choi Kyung-chan             | Episodios 8 y 13       | [ 26 ]               |
| 2021    | El amor es como el chachachá           | 갯마을 차차차                | Kim Woo-seok                |                        | [ 26 ]               |
| 2022    | Silence of the Lambs                   | 드라마 스페셜 – 양들의 침묵  | Tte. coronel Jang Dong-hyun | Drama Special, un acto | [ 27 ]               |
| 2022    | Las hermanas                           | 작은 아씨들                  | Won Ki-seon                 |                        | [ 28 ] [ 29 ] [ 30 ] |
| 2022    | Adamas                                 | 아다마스                     | Hombre misterioso           |                        | [ 31 ] [ 32 ]        |
| 2022-23 | The First Responders                   | 소방서 옆 경찰서             | Matthew Hwa                 | Temporadas 1 y 2       | [ 33 ] [ 34 ]        |
| 2024    | Chaebol X Detective                    | 재벌X형사                    | Park Chan-geon              |                        | [ 35 ] [ 36 ]        |
| 2024    | The Auditors                           | 감사합니다                   | Hwang Geon-woong            |                        |                      |
| 2024    | Lee, el agente de libertad condicional | 가석방 심사관 이한신         | Park Jin-cheol              |                        | [ 37 ]               |

## Teatro

### Como actor
| Fecha                 | Título                                           | Hangul                                  | Papel                 | Teatro                                                     | Ref.          |
| --------------------- | ------------------------------------------------ | --------------------------------------- | --------------------- | ---------------------------------------------------------- | ------------- |
| 15/25-03-2007         | La gaviota                                       | 갈매기                                  | Semión Medvedenko     | LG Art Center                                              |               |
| 18/23-05-2009         | 2009 Seoul Theater Festival – Family on the road | 2009 서울연극제 - 길 떠나는 가족        | Amigo de Joong-seop   | Arko Arts Theater Grand Theater                            |               |
| 13/27-12-2009         | Two Medeas                                       | 두 메데아                               | Jason                 | Hakjeon Blue Small Theater                                 |               |
| 17/29-06-2011         | Stupid Whitepaper                                | 백치 백지                               | Narrador de historias | Daehakro Arts Theater Grand Theater                        |               |
| 29-12-2011/08-01-2012 | Flower Bonus                                     | 꽃상여                                  |                       | Daehakro Arts Theater Grand Theater                        |               |
| 17-08/02-09-2012      | The Inventor Next Door                           | 이웃집 발명가                           | —                     | Hanyang Repertory Theater                                  | [ 38 ] [ 39 ] |
| 14/30-06-2013         | Autumn Fireflies                                 | 가을 반딧불이                           | Satoshi               | Daehakro Arts Theater Grand Theater                        |               |
| 07-02/02-03-2014      | Autumn Fireflies                                 | 가을 반딧불이                           | Satoshi               | Daehakro Arts Theater Grand Theater                        |               |
| 19-06/20-07-2014      | Autumn Fireflies                                 | 가을 반딧불이                           | Satoshi               | Yes 24 Stage 1                                             | [ 40 ]        |
| 19-09/23-11-2014      | Golden Pond - Ulsan                              | 황금연못 - 울산                         | Bill Ray              | Ulsan Culture and Arts Center Grand Hall                   |               |
| 27/28-12-2014         | Golden Pond - Ulsan                              | 황금연못 - 울산                         | Bill Ray              | Jeju Art Center                                            |               |
| 17/18-01-2015         | Golden Pond - Ulsan                              | 황금연못 - 울산                         | Bill Ray              | Daegu Culture and Arts Center Palgong Hall (Grand Theater) |               |
| 07/08-02-2015         | Golden Pond - Ulsan                              | 황금연못 - 울산                         | Bill Ray              | Seoul Arts Center Jayu Small Theater                       | [ 41 ] [ 42 ] |
| 10-04/16-05-2015      | Reproducir Nasaengmun                            | 연극 나생문                             |                       | Universidad Dongguk Teatro de Arte Lee Hae-rang            | [ 43 ]        |
| 05/27-12-2015         | All Day Song                                     | 종일본가                                | Padre                 | Daehakro Installation Theater Jeongmiso                    | [ 44 ]        |
| 22-04/15-05-2016      | Purgatory                                        | 연옥                                    | Hombre                | Yegreen Theater                                            | [ 45 ] [ 46 ] |
| 29-09/02-10-2016      | Seagull - Seongnam                               | 갈매기 - 성남                           | Dorn                  | Seongnam Art Center Ensemble Theater                       |               |
| 25-07/27-08-2017      | Venus in Furs                                    | 비너스 인 퍼                            | Thomas                | Doosan Art Center Space111                                 | [ 47 ]        |
| 15-12-2017/18-02-2018 | Grandpa Henri and I                              | 앙리할아버지와 나                       | Paul                  | Yes 24 Stage 1                                             | [ 48 ]        |
| 30-01/15-04-2018      | Never The Thinner                                | 네버 더 시너                            | Darrow                | Yes 24 Stage 2                                             | [ 49 ]        |
| 30/31-03-2018         | A day of culture with KHNP - Gyeongju            | 한수원과 함께하는 문화가 있는 날 - 경주 | Paul                  | Gyeongju Arts Center Grand Performance Hall (Hwarang Hall) |               |
| 20/21-04-2018         | Grandpa Henri and I - Suwon                      | 앙리할아버지와 나 - 수원                | Paul                  | Ulsan Culture and Arts Center Small Performance Hall       |               |
| 04/05-05-2018         | Grandpa Henri and I - Suwon                      | 앙리할아버지와 나 - 수원                | Paul                  | Daejeon Arts Center Ensemble Hall                          |               |
| 26/27-05-2018         | Grandpa Henri and I - Suwon                      | 앙리할아버지와 나 - 수원                | Paul                  | Centum City Sohyang Theater Shinhan Card Hall              |               |
| 01/02-06-2018         | Grandpa Henri and I - Suwon                      | 앙리할아버지와 나 - 수원                | Paul                  | Suwon SK Atrium Grand Performance Hall                     | [ 50 ] [ 51 ] |
| 22/24-02-2019         | Truth X Lies - Incheon                           | 진실X거짓 - 인천                        | Michelle              | Seongnam Art Center Ensemble Theater                       |               |
| 22/24-03-2019         | Truth X Lies - Incheon                           | 진실X거짓 - 인천                        | Michelle              | Daejeon Arts Center Ensemble Hall                          |               |
| 19/20-04-2019         | Truth X Lies - Incheon                           | 진실X거짓 - 인천                        | Michelle              | Bupyeong Art Center Dalnuri Theater                        | [ 52 ]        |
| 06-11-2018/27-01-2019 | Theatrical Battle 7 - Truth X Lies               | 연극열전7 - 진실X거짓                   | Michelle              | Art One Theater Hall 2                                     | [ 53 ]        |
| 07-04/21-06-2020      | Deathtrap                                        | 데스트랩                                | Sydney Brune          | Daehak-ro T.O.M. Hall 1                                    | [ 54 ]        |
| 06/07-11-2020         | Grandpa Henri and I                              | 앙리할아버지와 나                       | Paul                  | Hanam Culture and Arts Center Small Theater (Arang Hall)   |               |
| 13/14-11-2020         | Grandpa Henri and I                              | 앙리할아버지와 나                       | Paul                  | Sejong Traditional Theater                                 |               |
| 03-12-2020/14-02-2021 | Grandpa Henri and I                              | 앙리할아버지와 나                       | Paul                  | Yes 24 Stage 1                                             | [ 55 ]        |
| 20-06/05-08-2023      | Army on the Tree                                 | 나무 위의 군대                          | Sargento Mayor        | LG Art Center Seoul U+ Stage                               | [ 56 ] [ 57 ] |

### Como director de teatro
| Año  | Título                | Hangul              | Notas                                                                               | Ref.        |
| ---- | --------------------- | ------------------- | ----------------------------------------------------------------------------------- | ----------- |
| 2007 | Chico encuentra chica | 그놈, 그녀를 만나다 | Obra realizada combinando dos farsas de Chéjov tituladas El oso y Petición de mano. | [ 5 ] [ 6 ] |
| 2011 | Petición de mano      | 청혼                | Versión moderna de la obra de Antón Chéjov Petición de mano.                        | [ 7 ] [ 8 ] |

## Premios y nominaciones
| Año  | Premios                         | Categoría    | Papel                                                            | Resultado | Ref.   |
| ---- | ------------------------------- | ------------ | ---------------------------------------------------------------- | --------- | ------ |
| 2007 | Festival de Teatro de Seúl 2007 | Mejor actor  | Seagull                                                          | Ganador   | [ 45 ] |
| 2019 | The Korea Advertising Awards    | Mejor modelo | Lee Do Yeop con Jeon Su-ah y Lee Si-hoo Pfor Woongjin Coway's CF | Ganadores | [ 58 ] |